# Salajwe
Salajwe is een dorp in het district Kweneng in Botswana. De plaats telt 2440 inwoners (2011).